# Zdeněk Mlynář
Zdeněk Mlynář (rodným jménem, které používal do roku 1945, Zdeněk Müller, 22. června 1930 Vysoké Mýto – 15. dubna 1997 Vídeň) byl český komunistický politik, právník, signatář Charty 77, pedagog, vědec a politolog.

## Životopis
Od roku 1946 byl členem Komunistické strany Československa, v období 1950–1955 absolvoval moskevskou Právnickou fakultu Lomonosovovy univerzity (kde se spřátelil se svým spolužákem Michailem Gorbačovem) s několika měsíci praxe ve státním aparátu, jako praktikant prokuratury. Po návratu na podzim 1955  byl zaměstnán jako vedoucího odboru na generální prokuratuře v Praze.
Po neshodě s vedením následně od října 1956 přešel do Ústavu státu a práva Československé akademie věd. kde mj. pracoval v politologickém týmu, na oficiálně podporované koncepci reformy politického systému v roce 1967, jejíž zásady pak byly na jaře 1968 použity v Akčním programu KSČ. V Ústavu státu a práva ČSAV setrval až do roku 1968.
Během pražského jara byl zvolen tajemníkem Ústředního výboru KSČ. Po srpnové invazi vojsk Varšavské smlouvy do Československa odletěl 25. srpna 1968 do Moskvy jako člen delegace prezidenta republiky Ludvíka Svobody s Jakešem, Lenártem a dalšími, kde připojil svůj podpis pod tzv. Moskevské protokoly. Poté byl dosazen do funkce člena předsednictva ÚV KSČ, následně v listopadu téhož roku však na všechny své posty rezignoval a roku 1970 byl vyloučen z komunistické strany. Novým zaměstnavatelem se stalo Národní muzeum, kde se věnoval na vědecké úrovni entomologii.
Podepsal Chartu 77 a podílel se na protirežimních aktivitách. To byl důvod represivního tlaku státní moci na jeho osobu, v důsledku něhož emigroval do Rakouska. Tam přednášel na univerzitě v Innsbrucku, od roku 1989 jako profesor politologie.
Dle vzpomínek Petra Pitharta, měl být právě Zdeněk Mlynář horký kandidát na prezidenta ČSSR, nominovaný přímo M. Gorbačevem.  Po sametové revoluci se vrátil do Československa. Stal se čestným předsedou a volebním lídrem Levého bloku pro parlamentní volby v roce 1996. Poté, co strana propadla, odstoupil ze své funkce a pro zhoršený zdravotní stav definitivně opustil politiku.
Zemřel v dubnu 1997 ve Vídni. Pražského pohřbu se mimo jiné zúčastnil bývalý generální tajemník ÚV KSSS a prezident Sovětského svazu Michail Sergejevič Gorbačov.
Manželkou byla ekonomka a diplomatka Rita Budínová-Mlynářová-Klímová. Dcera Milena Bartlová je profesorka historie umění, syn Vladimír Mlynář je manažer.
Druhou manželkou se stala česká spisovatelka Irena Dubská se kterou od konce sedmdesátých let žil společně v exilu. V druhém manželství s Irenou Dubskou měli syna Jakuba Dubského, který ovšem koncem osmdesátých let nežil v exilu v Rakousku, ale v Československu.

## Výbor z díla
- Proti srsti : politické komentáře : 1990–1995 (1996)
- Krize v sovětských systémech od Stalina ke Gorbačovovi : příspěvek k teoretické analýze (1991)
- Mráz přichází z Kremlu (1978); námět k britskému filmu Invaze (1980)
- Československý pokus o reformu 1968 : Analýza jeho teorie a praxe (1975)
- K teorii socialistické demokracie (1961)